# Астериасы
Астериасы (лат. Asterias) — род морских звёзд из семейства Asteriidae.

## Виды
В роде Asterias 8 видов:
- Asterias amurensis — Амурская обыкновенная звезда[3]
- Asterias argonauta
- Asterias forbesi
- Asterias microdiscus
- Asterias rathbuni
- Asterias rollestoni
- Asterias rubens — Красный астериас
- Asterias versicolor

## Иллюстрации

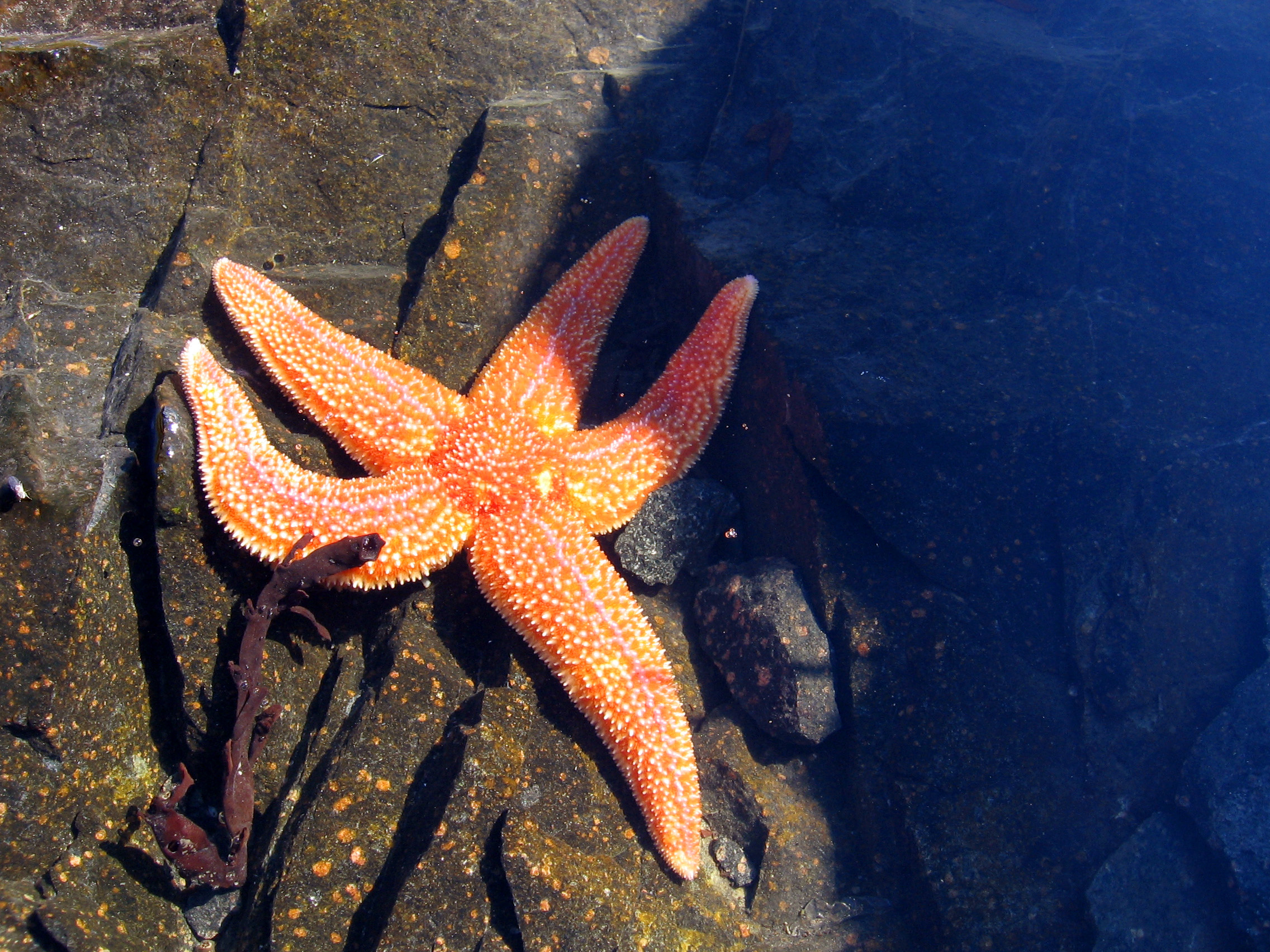
Asterias rubens
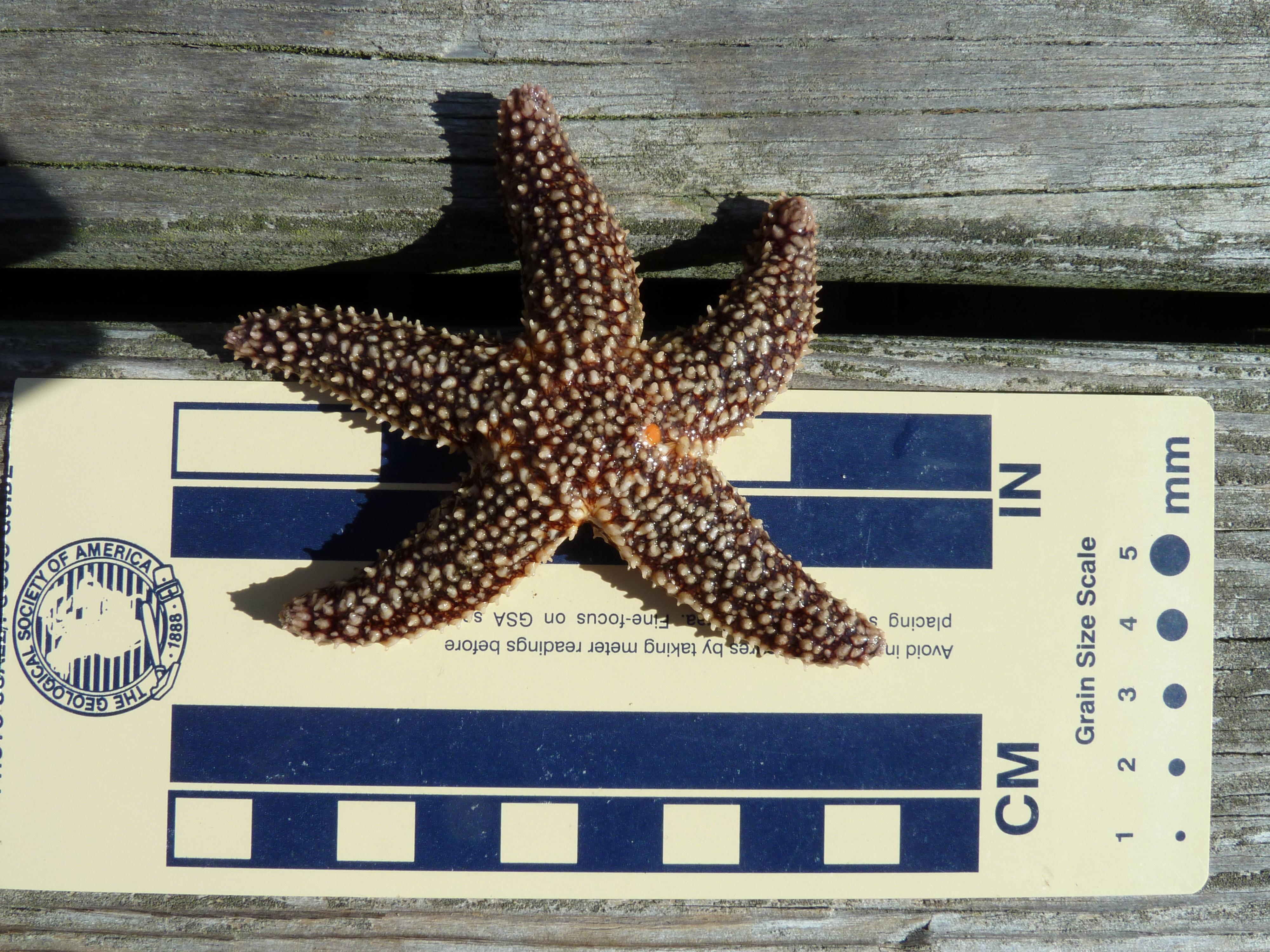
Asterias forbesi